# Basílica de Nuestra Señora de Begoña
La basílica de Nuestra Señora de Begoña es el santuario de la Madre de Dios de Begoña, patrona del señorío de Vizcaya, situada en la capital del mismo, Bilbao, País Vasco, España.

## Historia

### Edificio primitivo
Gracias a un inventario realizado en 1503 se conoce que el templo primitivo consistía de una única nave techada en madera, con una capilla de piedra que contenía la virgen y un coro, así como una calostra o pórtico de madera. Nada sabemos sobre las dimensiones del edificio, pero probablemente sus trazas coincidan con las de la nave central de la presente basílica. Lo presidía un retablo de estilo flamenco, de gran tamaño, ya que contenía 14 tablas con imágenes de la vida de María. Posiblemente tuviera una configuración similar al retablo de la colegiata de Cenarruza, pero a mayor escala.

### Edificio actual
Las obras de construcción del presente santuario comenzaron en la primera década del siglo XVI, bajo traza de Sancho Martínez de Asego, la torre será diseñada por Martín de Garita. Consta de una amplia nave central con ábside poligonal y dos naves laterales levemente más bajas cubiertas con bóveda de crucería dentro del siglo XVII, sobre diez robustos pilares cilíndricos. A lo largo del siglo que duraron las obras, varió algo el rumbo unitario del estilo gótico, ya que, a mediados del siglo XVI, la portada principal se formula como un magnífico arco de triunfo manierista, que recuerda mucho a las obras castellanas de Rodrigo Gil de Hontañón. Lo demás guarda el estilo unitario gótico referido, aunque el Coro deja ver el talante clasicista de su tracista. Las obras se costearon gracias a las limosnas de los fieles, en su mayor parte vecinos de la Villa de Bilbao (en aquel tiempo independiente de la anteiglesia de Begoña). Testimonio de esto son los escudetes que coronan los pilares de la nave central, que no contienen las armas de familias nobiliarias, sino los emblemas de mercaderes y gremios de la Villa. La imagen de la Virgen no se pudo trasladar a su nueva iglesia hasta diciembre de 1603, cuando fue instalada en un modesto altar. El historiador y artista Francisco de Mendieta y Retes pinta, en 1607, una escena de boda en el interior de la recién consagrada iglesia. En 1640 se contrata al arquitecto y escultor Pedro de la Torre la realización de un retablo que sustituyera a aquel, tan humilde, que pinta Mendieta. La ejecución de este retablo se deberá finalmente a Antonio de Alloytiz, escultor forutarra.

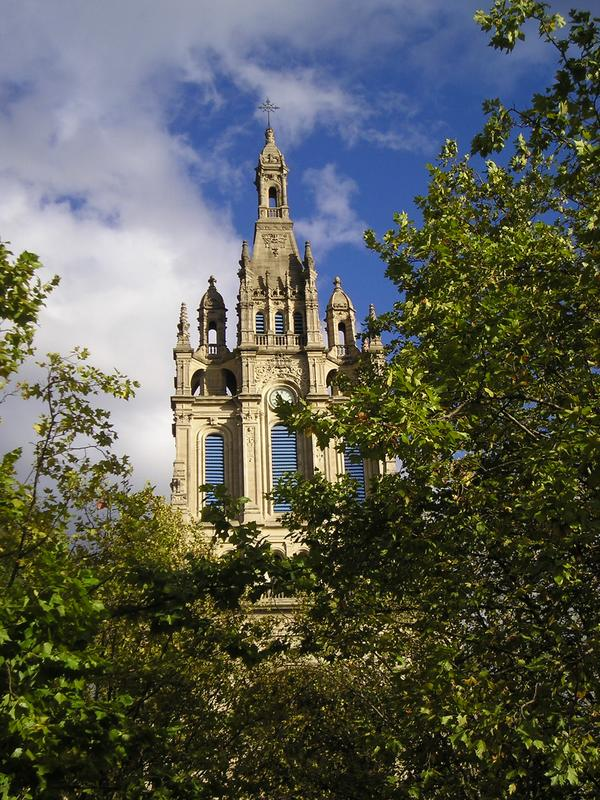
Torre vista desde las calzadas de Mallona
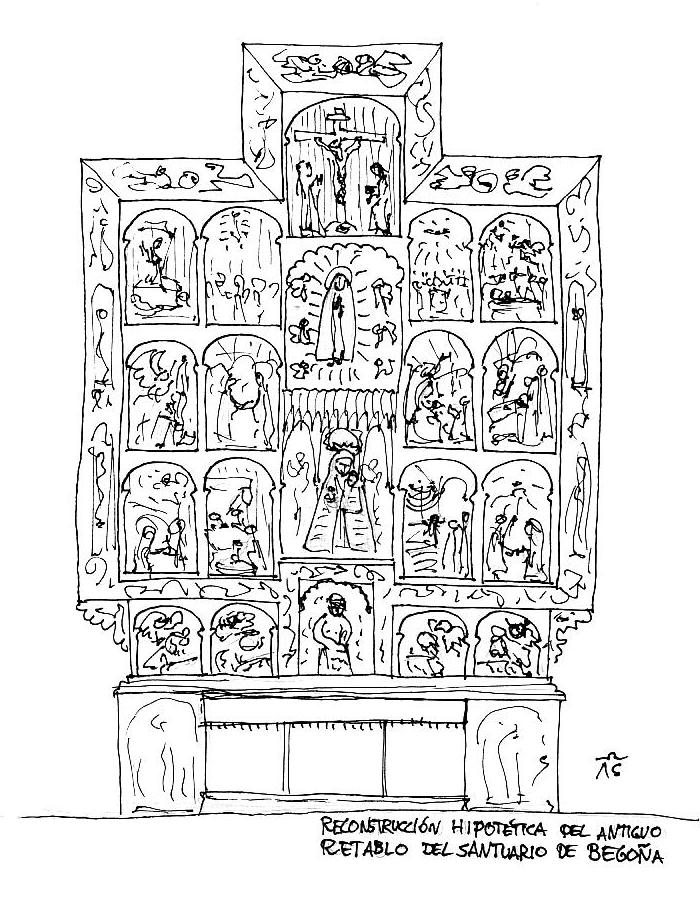
Reconstrucción hipotética del antiguo retablo
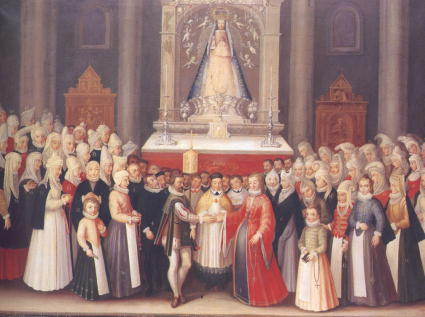
Interior de la basílica a comienzos del siglo XVII
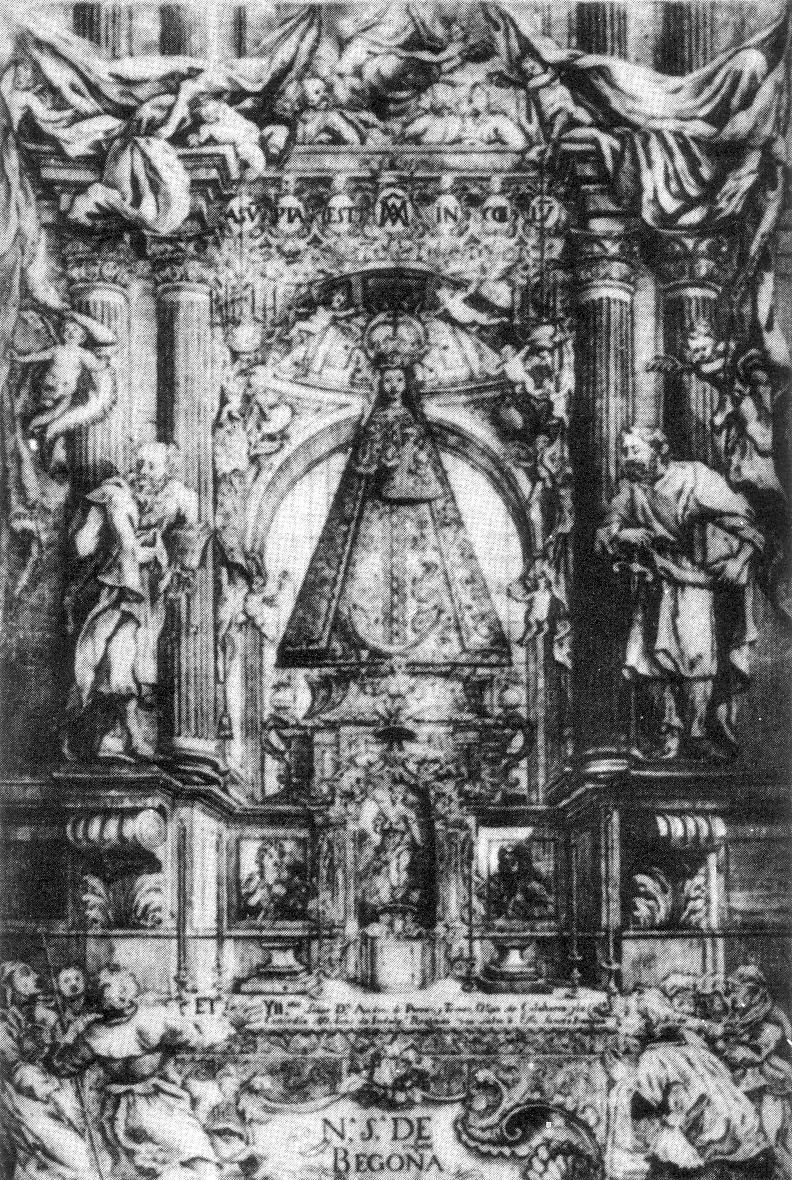
El retablo de 1640

### Invasión napoleónica y primera guerra carlista
Begoña fue golpeada por la guerra el 5 de agosto de 1808, cuando las tropas napoleónicas, comandadas por el general Merlin, saquearon la Villa y el santuario, asesinando al párroco del mismo. Durante las últimas fases de la guerra, Begoña cobra una gran relevancia estratégica por su posición de dominio sobre la Villa. Este hecho provocará grandes destrozos en el edificio. Debido a esta ventaja estratégica, Begoña será elegida por Zumalacárregui para instalar una batería artillera durante el sitio de Bilbao, lo cual la convirtió en objetivo preferente de las tropas sitiadas en la iglesia. Pese a haberse mantenido casi indemne hasta la retirada de los carlistas, en 1835 las fuerzas liberales, para evitar su uso por el enemigo, procedieron a minar el campanario, desplomándose este sobre parte de las bóvedas, destruyéndolas. Un año después las tropas carlistas volvieron a intentar conquistar Bilbao, pero en esta ocasión fue el ejército liberal el que ocupó Begoña, transformándolo en fortín. La soldadesca quemó como combustible todo lo que quedaba en la iglesia, altares, retablos, armarios… incluso el entarimado del templo fue consumido por sus hogueras. La imagen de la virgen fue salvada gracias a que sus devotos tuvieron la precaución de trasladarla a la Iglesia de Santiago (hoy Catedral) de la Villa. El inventario ordenado por el gobierno en 1838 indica, aludiendo al estado de ruina del templo, que “ni aun tiene lo absolutamente preciso”.

### Reconstrucción
Las obras de reparación del templo fueron costeadas por el ayuntamiento de la anteiglesia, ya que el cabildo de Begoña se encontraba en bancarrota tras la guerra, y el 1 de agosto de 1841 la imagen fue devuelta a su santuario. Las obras de la nueva torre acabaron en 1850, aunque en 1862 un rayo derribaría su parte superior, tras lo cual se instaló el primer pararrayos de su historia. De esta época data el presente retablo, obra neobarroca de Modesto Echániz, en 1869.

### Segunda guerra carlista
En 1873 la guerra vuelve a Begoña, transformando de nuevo el santuario en fortaleza, primero por los carlistas, que, al ser expulsados se llevarán consigo la imagen. Tras la ocupación de la basílica por los liberales, esta sufre un bombardeo continuo y varios intentos de incendio, de nuevo, desplomándose la torre sobre la bóveda de la nave.

### Segunda reconstrucción e Intervenciones contemporáneas
En 1876 se vuelven a iniciar las obras de restauración, que culminaron con la finalización, por tercera vez, de la torre en 1881. La nueva torre tendrá corta vida, ya que en 1900, tras la coronación canónica de la imagen de la Virgen, comenzó la demolición de la misma. El 27 de marzo de 1908, Roma otorgó al templo el rango de basílica menor. En 1928 la iglesia fue consagrada de nuevo, luciendo ya la nueva torre, obra del arquitecto José María Basterra. Durante los años posteriores a la reforma litúrgica, se procedió a la eliminación del gran templete-expositor que se encontraba a los pies de la virgen, así como de las estatuas de los apóstoles que jalonaban los pilares de la nave. En 1993 se acometen obras de limpieza de la piedra y reparación del reloj y carrillón de la torre.

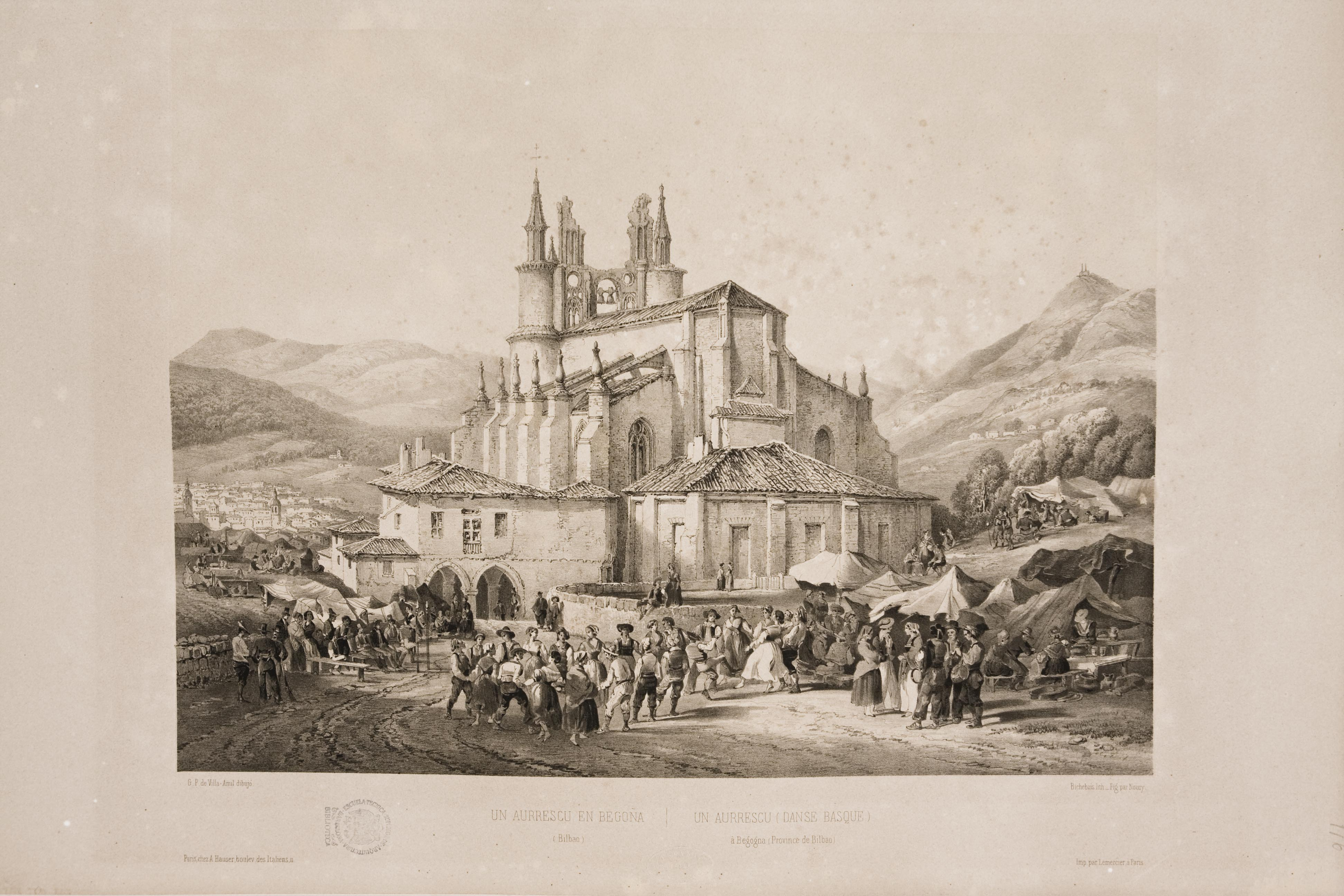
La Basílica en un grabado de Pérez Villaamil, con la torre en ruinas
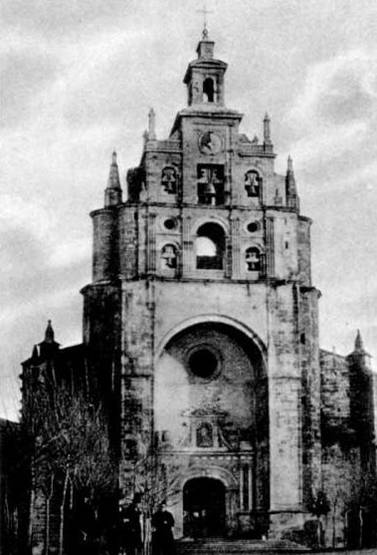
La segunda torre en una fotografía de 1854
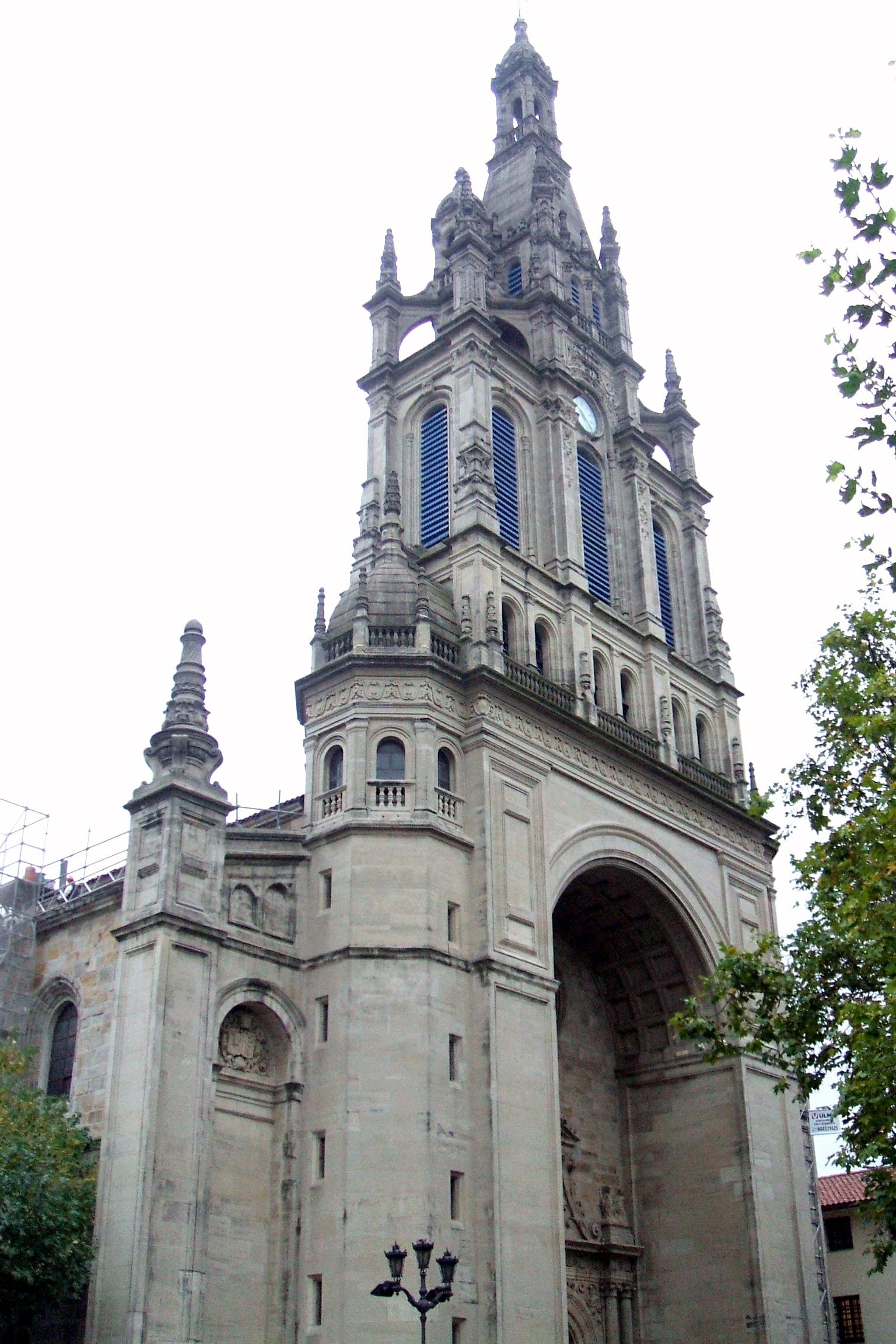
La torre de la Basílica en la actualidad

## "La Salve" y la Basílica de Begoña
El barrio bilbaíno de "La Salve" recibe su nombre del hecho de que el recodo de la Ría de Bilbao que pasa al lado de este barrio era el primer lugar desde el cual los marineros que volvían a la ciudad veían las torres de la basílica de Begoña, y allí empezaban tradicionalmente a rezar una "Salve" a la Virgen, en agradecimiento por haberles protegido en sus viajes marineros.

## La Basílica de Begoña en la historia del País Vasco
La basílica de Begoña formaba parte del perímetro defensivo de Bilbao durante los asedios carlistas del siglo XIX, resultando dañada durante los mismos. El general carlista Zumalacarregui fue mortalmente herido en las cercanías de la basílica, todo lo cual hizo de la basílica un santuario carlista.
La explanada frente a la basílica fue testigo de los Sucesos de Begoña. El 16 de agosto de 1942 una bomba fue arrojada a la salida de la basílica, supuestamente por falangistas, sobre un grupo de carlistas, con varios heridos como resultado. Un falangista, Juan José Domínguez, fue fusilado como castigo, aunque su participación en los hechos es discutida por algunos.

## Culto y festividades
La Basílica de Begoña está adscrita a la Santa Basílica de San Juan de Letrán , por lo que se puede adquirir indulgencia plenaria según las condiciones acostumbradas.
Las festividades más importantes tienen lugar los días 15 de agosto, día de la Asunción de María, y el 11 de octubre, festividad de Begoña (también llamado "Día de la Amatxu" por significar "Amatxu" madre en euskera). Es ya tradición antigua que la Cofradía de Begoña organice sendos actos.